# 李昊锡
李昊锡（谚文：이호석，朝鲜汉字：李昊錫，1986年6月25日—），是韩国著名的男子短道速滑运动员。他是2009年和2010年两届世界短道速滑锦标赛全能冠军。

## 职业生涯
2006年都灵冬奥会中，李昊锡获得5000米接力金牌和1000米、1500米两枚银牌。2010年温哥华冬奥会中，李昊锡获得1000米和5000米接力两枚银牌。

## 资料来源
- 2010世界短道速滑锦标赛官方网站(英文)
- 李昊锡-国际滑冰联盟（ISU）